# Unione Sportiva Cagliari 1959-1960
Questa pagina raccoglie i dati riguardanti l'Unione Sportiva Cagliari nelle competizioni ufficiali della stagione 1959-1960.

## Stagione
Nella stagione 1959-1960 il Cagliari, allenato da Stefano Perati, arriva 20º nel campionato di serie B e retrocede in Serie C.

## Rosa
| N. |                   | Ruolo | Calciatore           |
| -- | ----------------- | ----- | -------------------- |
|    | Italia (bandiera) | P     | Sergio Bertola       |
|    | Italia (bandiera) | P     | Giuseppe Salerno     |
|    | Italia (bandiera) | D     | Mauro Simeoli        |
|    | Italia (bandiera) | D     | Mario Tiddia         |
|    | Italia (bandiera) | D     | Alberto Stefanelli   |
|    | Italia (bandiera) | D     | Gabriele De Toni     |
|    | Italia (bandiera) | C     | Umberto Serradimigni |
|    | Italia (bandiera) | C     | Antonio Colomban     |
|    | Italia (bandiera) | C     | Franco Loriga        |

| N. |                   | Ruolo | Calciatore          |
| -- | ----------------- | ----- | ------------------- |
|    | Italia (bandiera) | C     | Emilio Busetto      |
|    | Italia (bandiera) | C     | Giorgio Turchi      |
|    | Italia (bandiera) | C     | Giovanni Savigni    |
|    | Italia (bandiera) | A     | Antonio Congiu      |
|    | Italia (bandiera) | A     | Sergio Crovi        |
|    | Italia (bandiera) | A     | Antonio Falchi      |
|    | Italia (bandiera) | A     | Gianni Meanti       |
|    | Italia (bandiera) | A     | Giancarlo Mezzalira |
|    | Italia (bandiera) | A     | Giampaolo Piaceri   |

## Risultati

### Serie B

#### Girone di andata
| 15 ottobre 1959 1ª giornata | Cagliari | 2 – 1 | Verona |  |

| 1º novembre 2ª giornata | Torino | 5 – 0 | Cagliari |  |

| 4 ottobre 1959 3ª giornata | Ozo Mantova | 2 – 1 | Cagliari |  |

| 11 ottobre 1959 4ª giornata | Cagliari | 1 – 0 | Messina |  |

| 8 novembre 1953 5ª giornata | Cagliari | 0 – 1 | Catania |  |

| 25 ottobre 1959 6ª giornata | Brescia | 1 – 0 | Cagliari |  |

| 1º novembre 1959 7ª giornata | Modena | 2 – 1 | Cagliari |  |

| 15 novembre 1959 8ª giornata | Cagliari | 1 – 1 | Marzotto Valdagno |  |

| 8 ottobre 1967 9ª giornata | Cagliari | 2 – 3 | Lecco |  |

| 22 settembre 1946 10ª giornata | Catanzaro | 1 – 1 | Cagliari |  |

| 29 novembre 1959 11ª giornata | Taranto | 0 – 1 | Cagliari |  |

| 13 dicembre 1959 12ª giornata | Cagliari | 0 – 0 | Novara |  |

| 15 settembre 1996 13ª giornata | Cagliari | 1 – 1 | Triestina |  |

| 8 dicembre 1949 14ª giornata | Como | 3 – 0 | Cagliari |  |

| 9 febbraio 1975 15ª giornata | Reggiana | 2 – 0 | Cagliari |  |

| 10 gennaio 1960 16ª giornata | Cagliari | 2 – 0 | Parma |  |

| 16 novembre 1986 17ª giornata | Cagliari | 1 – 1 | Simmenthal-Monza |  |

| 24 gennaio 1960 18ª giornata | Sambenedettese | 1 – 1 | Cagliari |  |

| 31 gennaio 1960 19ª giornata | Venezia | 0 – 0 | Cagliari |  |

#### Girone di ritorno
| 8 febbraio 1960 20ª giornata | Verona | 3 – 1 | Cagliari |  |

| 15 febbraio 1960 21ª giornata | Cagliari | 0 – 0 | Torino |  |

| 21 febbraio 1960 22ª giornata | Cagliari | 2 – 1 | Ozo Mantova |  |

| 28 febbraio 1960 23ª giornata | Messina | 3 – 0 | Cagliari |  |

| 6 marzo 1960 24ª giornata | Catania | 0 – 0 | Cagliari |  |

| 13 marzo 1960 25ª giornata | Cagliari | 2 – 2 | Brescia |  |

| 20 marzo 1960 26ª giornata | Cagliari | 1 – 1 | Modena |  |

| 27 marzo 1960 27ª giornata | Marzotto Valdagno | 2 – 0 | Cagliari |  |

| 3 aprile 1960 28ª giornata | Lecco | 0 – 0 | Cagliari |  |

| 10 aprile 1960 29ª giornata | Cagliari | 5 – 2 | Catanzaro |  |

| 17 aprile 1960 30ª giornata | Cagliari | 0 – 1 | Taranto |  |

| 24 aprile 1960 31ª giornata | Novara | 1 – 1 | Cagliari |  |

| 1º maggio 1960 32ª giornata | Triestina | 1 – 0 | Cagliari |  |

| 8 maggio 1960 33ª giornata | Cagliari | 1 – 5 | Como |  |

| 15 maggio 1960 34ª giornata | Cagliari | 2 – 2 | Reggiana |  |

| 22 maggio 1960 35ª giornata | Parma | 1 – 1 | Cagliari |  |

| 26 maggio 1960 36ª giornata | Simmenthal-Monza | 2 – 3 | Cagliari |  |

| 29 maggio 1960 37ª giornata | Cagliari | 1 – 1 | Sambenedettese |  |

| 5 giugno 1960 38ª giornata | Cagliari | 1 – 1 | Venezia |  |

## Statistiche

### Statistiche di squadra
| Competizione | Punti | In casa | In casa | In casa | In casa | In casa | In casa | In trasferta | In trasferta | In trasferta | In trasferta | In trasferta | In trasferta | Totale | Totale | Totale | Totale | Totale | Totale | DR  |
| Competizione | Punti | G       | V       | N       | P       | Gf      | Gs      | G            | V            | N            | P            | Gf           | Gs           | G      | V      | N      | P      | Gf     | Gs     | DR  |
| ------------ | ----- | ------- | ------- | ------- | ------- | ------- | ------- | ------------ | ------------ | ------------ | ------------ | ------------ | ------------ | ------ | ------ | ------ | ------ | ------ | ------ | --- |
| Serie B      | 31    | 19      | 6       | 8       | 5       | 25      | 24      | 19           | 2            | 7            | 10           | 11           | 30           | 38     | 8      | 15     | 15     | 36     | 54     | -18 |
| Coppa Italia |       | -       | -       | -       | -       | -       | -       | 1            | 0            | 0            | 1            | 0            | 4            | 1      | 0      | 0      | 1      | 0      | 4      | -4  |
| Totale       |       | 19      | 6       | 8       | 5       | 25      | 24      | 20           | 2            | 7            | 11           | 11           | 34           | 39     | 8      | 15     | 16     | 36     | 58     | -22 |

### Statistiche dei giocatori
| Giocatore       | Serie B  | Serie B | Coppa Italia | Coppa Italia | Totale   | Totale |
| Giocatore       | Presenze | Reti    | Presenze     | Reti         | Presenze | Reti   |
| --------------- | -------- | ------- | ------------ | ------------ | -------- | ------ |
| S. Bertola      | 9        | -16     | 1            | -4           | 10       | -20    |
| E. Busetto      | 28       | 9       | -            | -            | 28       | 9      |
| Cesaracciu      | -        | -       | 1            | 0            | 1        | 0      |
| A. Colomban     | 34       | 4       | 1            | 0            | 35       | 4      |
| A. Congiu       | 23       | 3       | 1            | 0            | 24       | 3      |
| S. Crovi        | 11       | 2       | -            | -            | 11       | 2      |
| G. De Toni      | 11       | 0       | -            | -            | 11       | 0      |
| A. Falchi       | 14       | 1       | 1            | 0            | 15       | 1      |
| Hellies         | -        | -       | 1            | 0            | 1        | 0      |
| F. Loriga       | 29       | 0       | 1            | 0            | 30       | 0      |
| G. Meanti       | 28       | 4       | -            | -            | 28       | 4      |
| G. Mezzalira    | 17       | 1       | -            | -            | 17       | 1      |
| G. Piaceri      | 19       | 3       | -            | -            | 19       | 3      |
| G. Salerno      | 29       | -38     | -            | -            | 29       | -38    |
| G. Savigni      | 10       | 0       | 1            | 0            | 11       | 0      |
| U. Serradimigni | 33       | 7       | -            | -            | 33       | 7      |
| M. Simeoli      | 24       | 0       | -            | -            | 24       | 0      |
| Sorrentino      | -        | -       | 1            | 0            | 1        | 0      |
| A. Stefanelli   | 38       | 0       | 1            | 0            | 39       | 0      |
| M. Tiddia       | 29       | 0       | 1            | 0            | 30       | 0      |
| G. Turchi       | 32       | 0       | 1            | 0            | 33       | 0      |